# Pfad der Erinnerung

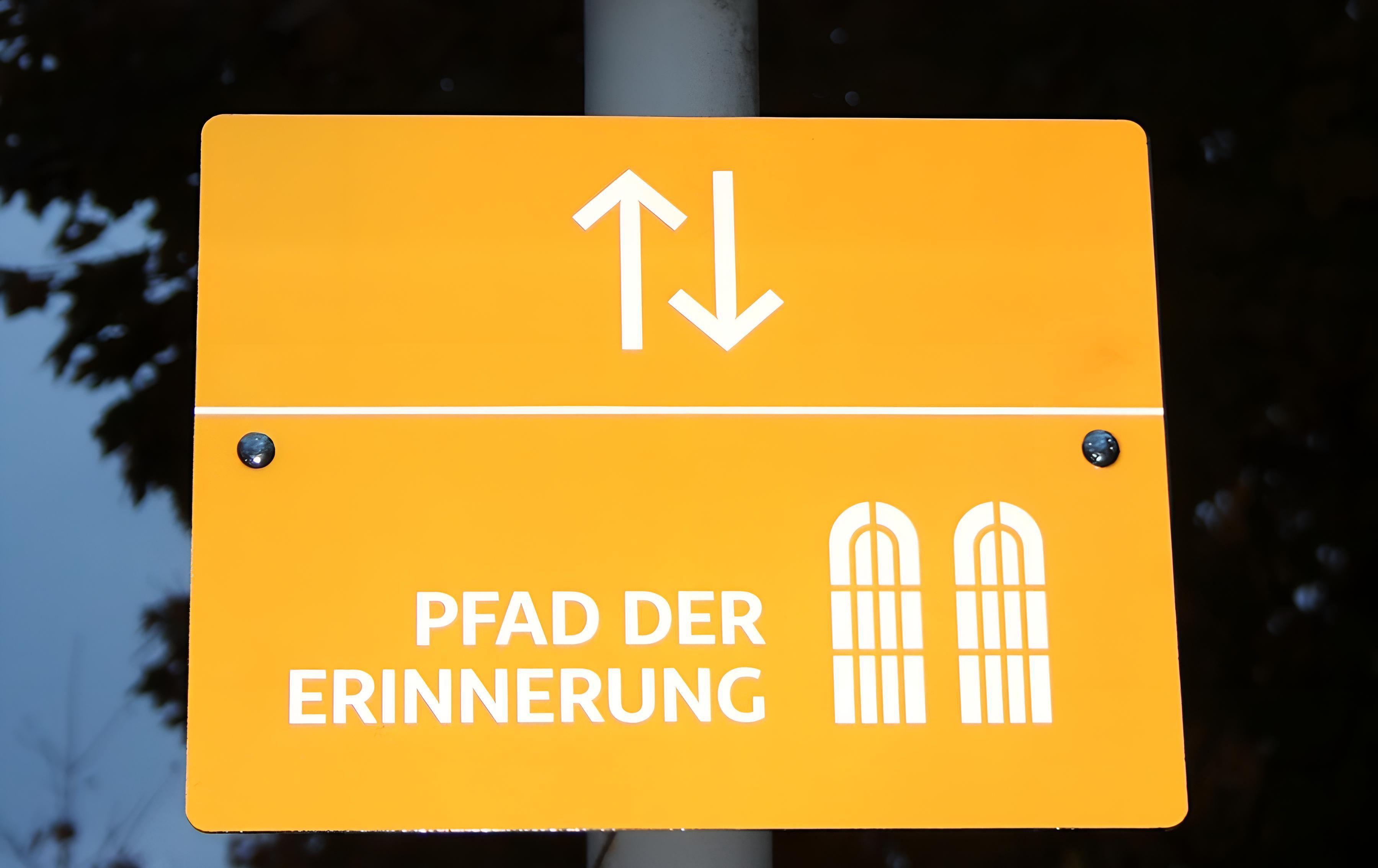
Ausschilderung am Pfad der Erinnerung in Berlin-Charlottenburg-Nord

Der Pfad der Erinnerung ist ein Themenpfad, der in Berlin die Gedenkregion Charlottenburg-Nord zwischen der ehemaligen NS-Hinrichtungsstätte und heutigen Gedenkstätte Plötzensee und den benachbarten Kirchen erschließt, die sich dem Gedenken an den Widerstand gegen die Diktatur des NS-Staats widmen.
Die ausgeschilderte, etwa 3 Kilometer lange Route im Berliner Ortsteil Charlottenburg-Nord wurde im November 2018 eröffnet. Sie beginnt bei der Gedenkstätte Plötzensee und endet bei der Sühne-Christi-Kirche. Der Weg berührt auf dem ersten Teilstück Kleingartenkolonien, die nur zu Fuß durchquert werden können. Zehn Informationsstelen am Weg informieren über die einzelnen Stationen und über die Hintergründe; sie wurden im September 2021 eingeweiht.

## Hintergrund und Geschichte

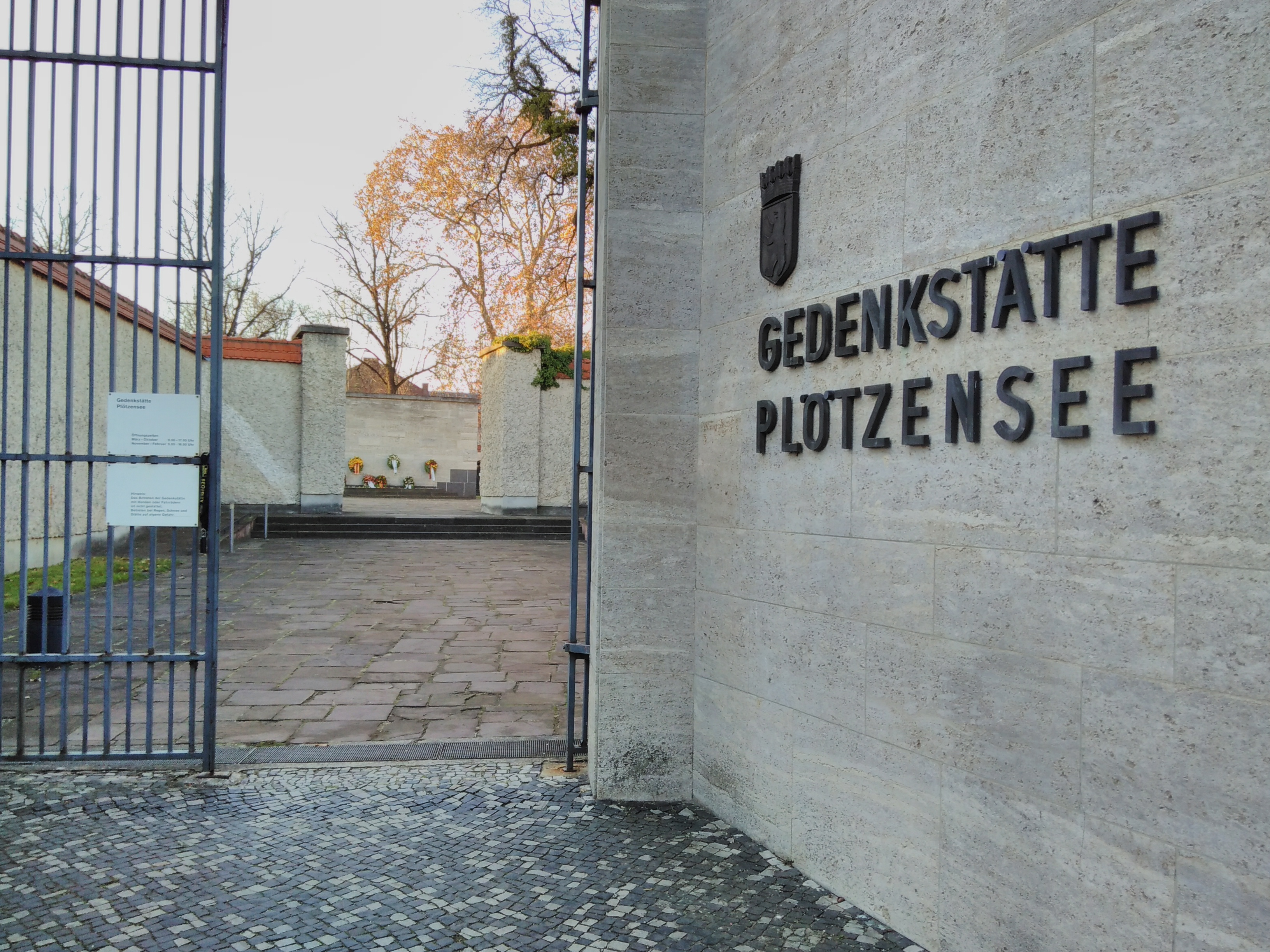
Eingangsbereich der Gedenkstätte Plötzensee

Im Strafgefängnis Berlin-Plötzensee wurden zwischen 1933 und 1945 fast 3000 durch die NS-Justiz zum Tode Verurteilte hingerichtet, darunter viele Frauen und Männer des Widerstandes gegen die NS-Diktatur. Die ehemalige Hinrichtungsstätte ist seit 1952 Gedenkstätte. Seit 1954 wurden Straßen, Plätze und Schulen in Charlottenburg-Nord nach Menschen des Widerstandes gegen die NS-Diktatur benannt, darunter alle Straßen in der Paul-Hertz-Siedlung und viele in den Wohnsiedlungen Charlottenburg-Nord und Siemensstadt. Die drei Kirchen im Ortsteil nehmen durch ihre Architektur und künstlerische Ausgestaltung ebenfalls Bezug auf die Hinrichtungsstätte Plötzensee.
2018 wurde der Pfad der Erinnerung durch das Bezirksamt Charlottenburg-Wilmersdorf mithilfe von Fördermitteln der Senatsverwaltung für Wirtschaft, Energie und Betriebe für besondere touristische Projekte verwirklicht.

## Themen und Standorte der Erinnerungsstelen

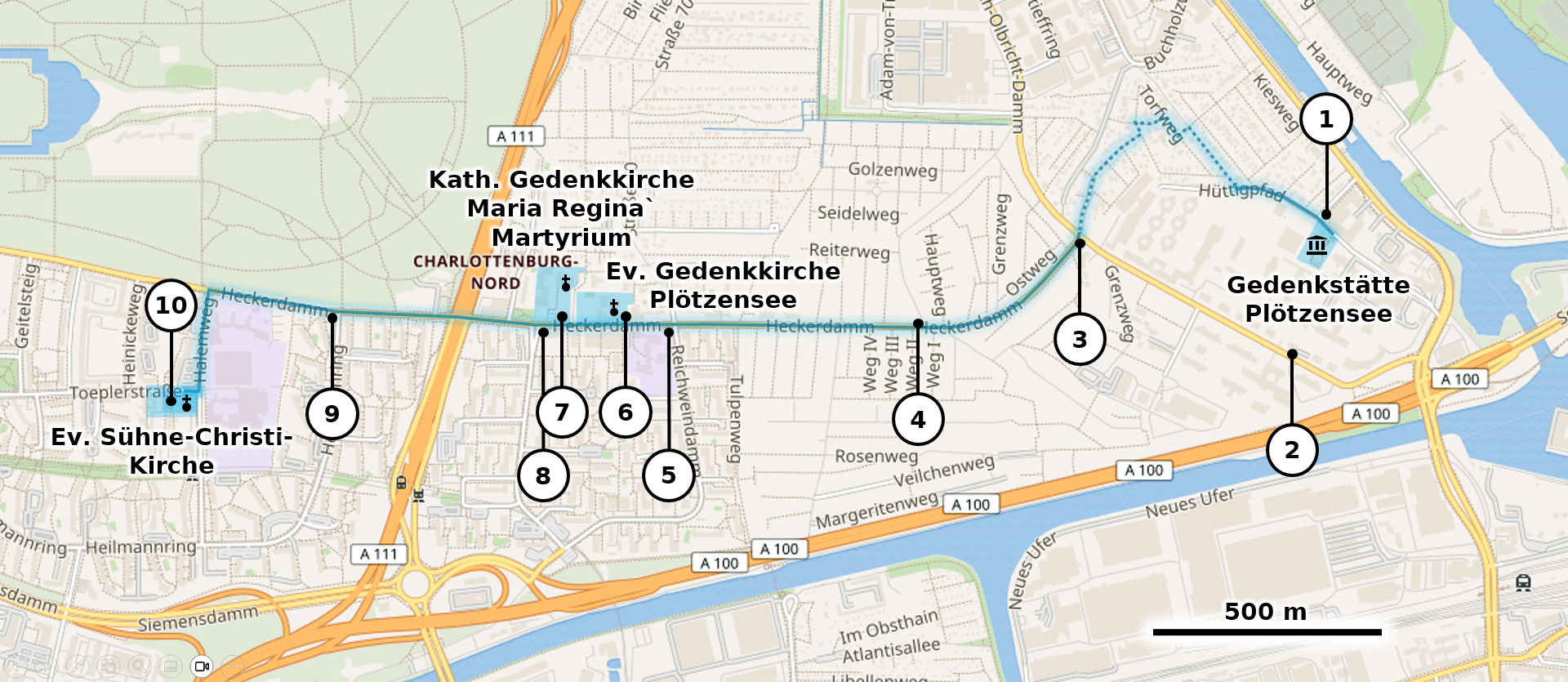
Lageplan des Pfades der Erinnerung. Gestrichelt: Weg durch Kleingartenkolonien. Nummern bezeichnen Standorte von Erinnerungsstelen.

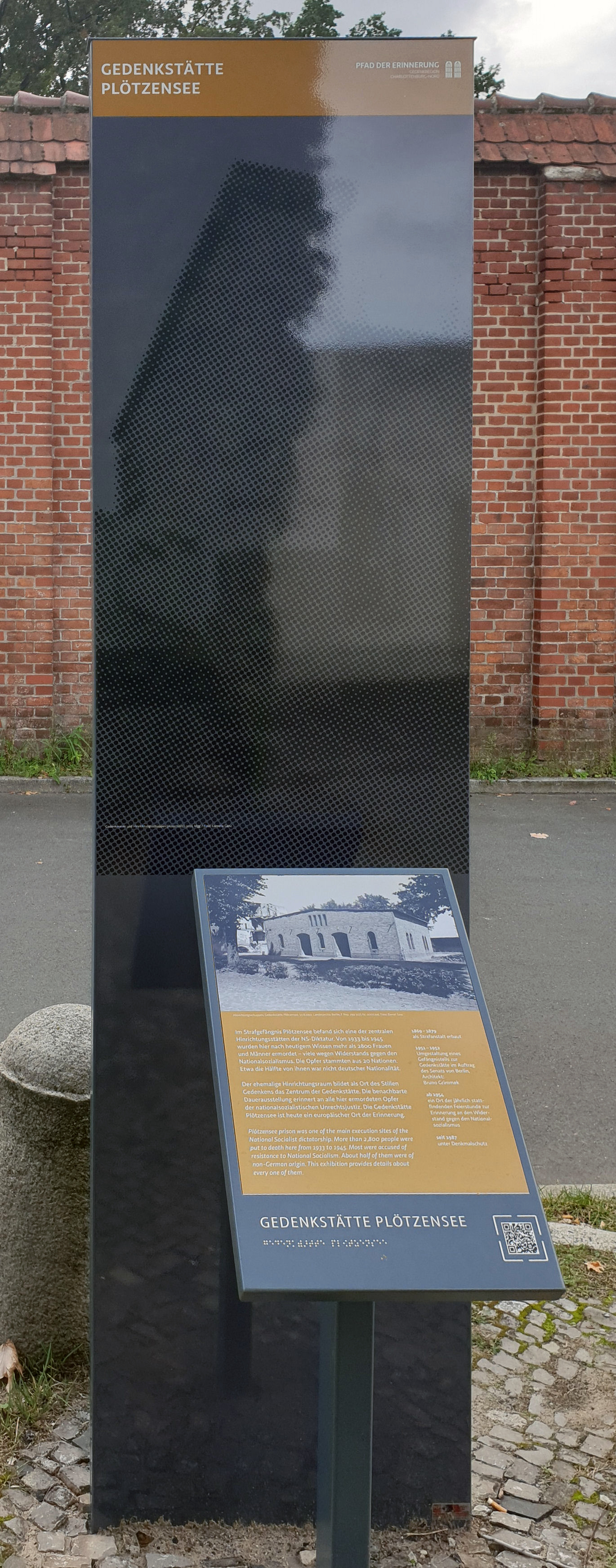
Informationsstele am Pfad der Erinnerung

1. Gedenkstätte Plötzensee (Hüttigpfad 16)
2. Ehemaliges Strafgefängnis Plötzensee (Friedrich-Olbricht-Damm 16, vor der JVA Plötzensee)
3. Widerstand im Nationalsozialismus (Heckerdamm/Ecke Friedrich-Olbricht-Damm)
4. Zwangsarbeiterlager in der NS-Zeit (Heckerdamm/Ecke Thaters Privatweg)
5. Widerstand im Nationalsozialismus (Heckerdamm/Ecke Reichweindamm)
6. Evangelische Gedenkkirche Plötzensee von 1970 (Heckerdamm 226) – mit dem Plötzenseer Totentanz von Alfred Hrdlicka
7. Katholische Gedenkkirche Maria Regina Martyrum von 1963 (Heckerdamm 230) – Zentrale Gedenkkirche der deutschen Katholiken für die Blutzeugen der Jahre 1933 bis 1945; Kunstwerke u. a. Altarbild von Georg Meistermann und Kreuzweg von Otto Herbert Hajek
8. Zwangsarbeiterlager in der NS-Zeit (Heckerdamm/Ecke Bernhard-Lichtenberg-Straße)
9. Widerstand im Nationalsozialismus (Heckerdamm/Ecke Heilmannring)
10. Evangelische Sühne-Christi-Kirche von 1964 (Toeplerstraße 1/Ecke Halemweg) – mit Gedenkmauer Mahnmal für die Schreckensorte der Menschheitsgeschichte von Florian Breuer

## Straßen- und Schulnamen in der Gedenkregion (Auswahl)

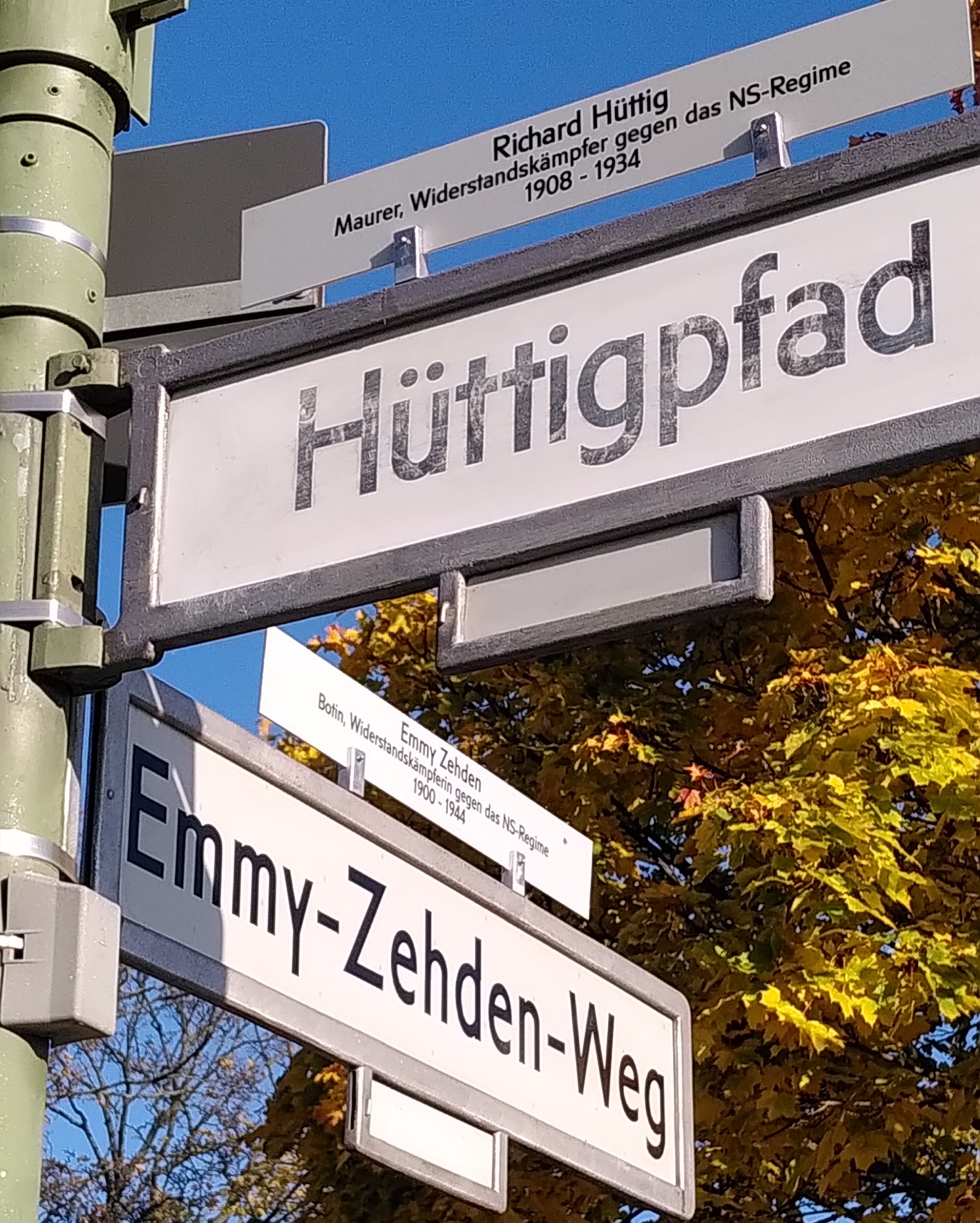
Straßennamen in Charlottenburg-Nord erinnern an Widerstandskämpfer und Opfer der NS-Justiz

[Eine vollständige Aufstellung mit Kurzbiografien findet sich in der Broschüre Straßen – Namen – Widerstand.]
- Hüttigpfad: Richard Hüttig (* 18. März 1908), Mitglied der KPD und Leiter einer kommunistischen Häuserschutzstaffel in Berlin-Charlottenburg. Hingerichtet am 14. Juni 1934 in Plötzensee.
- Emmy-Zehden-Weg: Emmy Zehden (* 28. März 1900), Angehörige der Zeugen Jehovas sowie einer Gruppe, die Kriegsdienstverweigerer versteckt hatte. In Plötzensee hingerichtet am 9. Juni 1944.
- Friedrich-Olbricht-Damm: Friedrich Olbricht (* 4. Oktober 1888), General der Infanterie, am Attentatsversuch auf Hitler beteiligt. Am Abend des 20. Juli 1944 standrechtlich erschossen.
- Moltke-Grundschule (Heckerdamm 221): Helmut James Graf von Moltke (* 11. März 1907), Jurist, Begründer des „Kreisauer Kreises“. Am 23. Januar 1945 in Plötzensee hingerichtet.
- Bernhard-Lichtenberg-Straße: Bernhard Lichtenberg (* 3. Dezember 1875), katholischer Priester, Dompropst in Berlin. Trat öffentlich gegen die Verfolgung der Juden ein. Starb am 5. November 1943 auf dem Weg ins KZ Dachau.
- Delp-Zeile: Pater Alfred Delp (* 15. September 1907), katholischer Priester, Jesuit, wirkte im Kreisauer Kreis mit. Am 2. Februar 1945 in Plötzensee hingerichtet.
- Klausingring: Friedrich Karl Klausing (* 24. Mai 1920), deutscher Offizier und Widerstandskämpfer des 20. Juli. Am 8. August 1944 in Plötzensee hingerichtet.
- Jakob-Kaiser-Platz: Jakob Kaiser (* 8. Februar 1888; † 7. Mai 1961), Politiker (Zentrumspartei) und christlicher Gewerkschafter; aktiv im Widerstand. Nach dem Krieg CDU-Politiker.
- Heilmannring: Ernst Heilmann (* 13. April 1881), Jurist und Politiker (SPD), am 26. Juni 1933 verhaftet. Am 3. April 1940 im KZ Buchenwald ermordet.

## Weitere Erinnerungsmale
- An der Straßenkreuzung Heilmannring/Heckerdamm (Wohnhaus Habermannzeile 1c) erinnert seit August 2023 ein Wandbild an den 1940 getöteten SPD-Politiker Ernst Heilmann und seine Familie.[4]
- Am U-Bahnhof Halemweg wurde im Rahmen der Bahnhofssanierung 2023 ein stilisiertes Wandbild für den Widerstandskämpfer Nikolaus Christoph von Halem angebracht.[5]

## Veranstaltungen
Regelmäßig finden öffentliche Führungen auf dem Pfad der Erinnerung statt. Jährlich im Januar laden die beteiligten Gedenkkirchen gemeinsam zu Ökumenischen Plötzenseer Tagen ein.